# Приказ суспільного догляду
Приказ суспільного догляду або Приказ громадської опіки (рос. Приказ общественного призрения) — губернський заклад, організований в Російській імперії за правління Катерини II в 1775 році. Заклад керував та утримував народні школи, госпіталі, притулки для хворих та божевільних, лікарні, богадільні та в'язниці. До складу Приказу входили виборні засідателі під головуванням державного чиновника.

## Історія
Прикази суспільного догляду запроваджено «Установою про губернії» імператриці Катериною II у 1775 році для управління та розвитку притулків та установ народної освіти (облаштування та управління народними школами, сирітськими будинками, лікарнями, аптеками, богадільнями, робітничими та гамівними будинками). Для збільшення фінансування приказів їм було дозволено приймати вклади на зберігання та видавати позички під нерухомість та державні відсоткові папери.
Управління народними школами вже 1782 року перейшло до Комісії про заснування народних училищ. У 1866 році під управління губернських правлінь і опікунських комітетів про в'язниці передано управління робітничими та гамівними будинками. Із запровадженням земських установ функції приказів із суспільного догляду відійшли до губернських та повітових земств, а фінансові ресурси було розподілено за губерніями з січня 1869 року.
За Статутом про суспільний догляд, прийнятим 1857 року (редакція від 1892 року), до 1901 року прикази суспільного догляду існували у таких губерніях, де не було земств:
- Архангельська губернія
- Астраханська губернія
- Вітебська губернія
- Волинська губернія
- Гродненська губернія
- Київська губернія
- Могилівська губернія
- Полтавська губернія
- Ставропольська губернія
- Тобольська губернія
- Томська губернія
- Єнісейська губернія
- Іркутська губернія
- Область Війська Донського

## Принцип діяльності
Влада кожного приказу поширювалася лише на одну губернію. Головував у приказі губернатор губернії, також до керівництва приказу входили три члени (засідателі чи депутати), які обиралися по одному, відповідно, від представників шляхти, міського товариства губернського міста та поселян. У деяких губерніях сюди приєднувалися губернський ватажок дворянства і член приказу, призначений на розсуд міністра внутрішніх справ. Усі справи вирішувалися у присутності всіх членів приказу.
Доходна частина бюджету приказу формувалася з відсотків недоторканного фонду в квитках комісії погашення державних боргів та в облігаціях головного товариства залізниць. Крім того фінансування приказів здійснювалося за рахунок допомоги від міст та скарбниці, пожертвувань, пені та штрафів (стягнення за невиконання у дворічний термін поділу успадковвних маєтків, за порушення постанов про питний збір та інші податки), господарських та інших доходів (доходи від робітничих будинків, фабрик тощо). Незважаючи на низький якісний склад членів приказів та мізерні бюджети, деякі прикази мали досить успішну діяльність із суспільного догляду.